# 코리 코스키

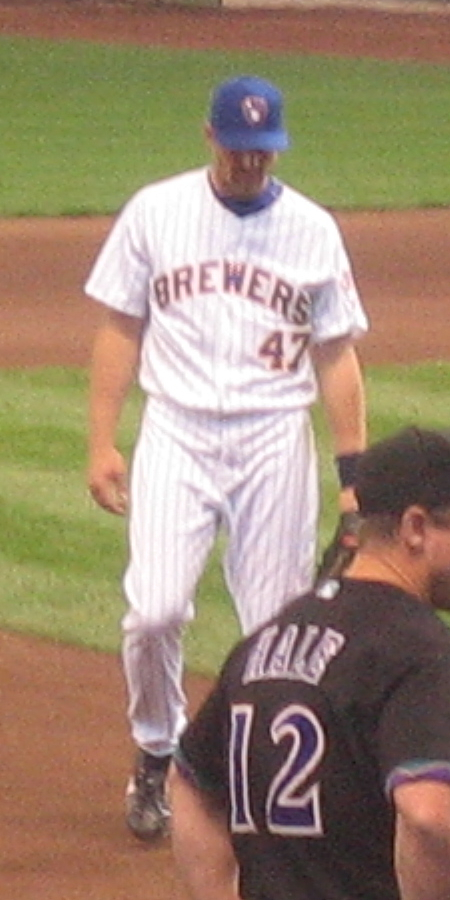

코리 코스키(Cordel Leonard Koskie, 1973년 6월 28일 ~ )는 캐나다의 야구 선수이자 전 미국 메이저 리그 베이스볼 밀워키 브루어스의 우투 좌타 내야수이다.
1994년 미네소타 트윈스에 26순위로 지명돼 입단했으며, 1998년 9월 9일 메이저에 데뷔했다. 1999년 미네소타 소속의 3루수로서 타율 .310, 58타점을 기록했다.2000년 타율 .300, 출루율 .400, 2001년 홈런 26개, 103타점, 100득점을 기록했다.
2004년 12월 14일 1750만 달러로 토론토 블루제이스와 계약했다. 2005년 부상으로 인해 97경기에만 출장, 타율 .249-홈런 11개-36타점으로 좋은 활약을 보였다. 2006년 1월 6일 밀워키로 트레이드됐으며, 월드 베이스볼 클래식 캐나다 대표로 출전해 좋은 활약을 펼쳤다.